# چهل و نهمین اجلاس گروه هفت
چهل و نهمین اجلاس گروه هفت (انگلیسی: 49th G7 summit)از ۱۹ تا ۲۱ مه ۲۰۲۳ در شهر هیروشیما، ژاپن برگزار شد.
رهبران کشورهای عضو گروه هفت و میهمانان این اجلاس پیرامون تعدادی از چالش‌های پیش رو علیه صلح، رفاه و نظم جهانی گفتگو کردند. موضوعات مورد بحث شامل تهاجم روسیه به اوکراین و تأثیرات آن بر نظم بین‌المللی، تغییرات آب و هوایی، دنیاگیری کووید-۱۹ و سایر بحران‌های ژئوپلیتیکی بود. برای حل این مسائل، رهبران این گروه متعهد شدند تا نظم بین‌المللی آزاد و باز مبتنی بر «حاکمیت قانون» را حفظ کند و همکاری‌های خود را با کشورهای نوظهور و در حال توسعه را تقویت کنند.
مهمانان این دوره از اجلاس گروه هفت، نشان‌دهنده تلاش‌ها برای تأثیرگذاری بر «جنوب جهانی» است، اصطلاحی که برای کشورهای در حال توسعه در آسیا، آفریقا و آمریکای لاتین استفاده می‌شود که همگی پیوندهای سیاسی و اقتصادی پیچیده‌ای با روسیه و چین دارند.
بسیاری از تحلیلگران معتقدند که ولودیمیر زلنسکی، رئیس‌جمهور اوکراین توجه‌های بسیاری را به خود جلب کرد و بر اجلاس تسلط داشت.
در بیانیه پایانی رهبران گروه هفت، به موضوعات متعددی شامل آب و هوا، سلامت، امنیت غذایی و فناوری، تهاجم روسیه به اوکراین، عدم اشاعه تسلیحات هسته ای و امنیت اقتصادی اشاره شد. پنج بیانیه مستقل دیگر نیز در پایان این اجلاس صادر شد.
رهبران این گروه در دو بیانیه جداگانه به تنش‌های پیرامون تایوان و منطقه هند-آرام اشاره کردند و به سیاست‌های چین نیز اعتراض کردند.